# كأس لاتفيا 2011–12
كأس لاتفيا 2011–12 (باللاتفية: 2011.—2012. gada Latvijas Kauss futbolā)‏ هو الموسم 70 من كأس لاتفيا. أقيم خلال الفترة 29 مايو 2011 وحتى 12 مايو 2012، وأشرف على تنظيمه اتحاد لاتفيا لكرة القدم، وكان عدد الأندية المشاركة فيه 42، وفاز فيه نادي سكونتو.